# Stade Tour Eiffel
Das Stade Tour Eiffel war ein temporäres Stadion am Fuße des namensgebenden Eiffelturms für Beachvolleyball zu den Olympischen Sommerspielen 2024 und Blindenfußball zu den Sommer-Paralympics 2024 auf dem Champ de Mars in der französischen Hauptstadt Paris.

## Geschichte
Am 4. März begann der Bau des temporären Stadions aus Stahlrohrtribünen mit einer Kapazität für 12.860 Zuschauer auf dem Place Jacques Rueff für die olympischen Beachvolleyballspiele. Die Beachvolleyball-Spiele fanden vom 27. Juli bis 10. August auf dem Gelände statt. Für die Paralympics wurde der Sand entfernt und Kunstrasen eingebracht. Vom 1. bis 7. September fanden die paralympischen 5er-Fußball-Kompetitionen statt. Mit dem Ende der Paralympics wurde das Stadion abgebaut und das Gelände ab dem 19. September 2024 schrittweise wieder für die Öffentlichkeit freigegeben.